# Jack Wolfe
Jack Wolfe (Dewsbury, 17 dicembre 1995) è un attore britannico.

## Biografia
Jack Wolfe è nato a Dewsbury, West Yorkshire, nel 1995 e ha iniziato a recitare in un gruppo teatrale giovanile a Wakefield. Si è laureato alla Mountview Academy of Theatre Arts di Londra nel 2017. formandosi anche alla Chetham's School of Music di Manchester.
Nel 2013 ha esordito come attore recitando in un episodio della serie televisiva Haven, a cui sono seguite diverse apparizioni in serie televisive come Padre Brown, The Witcher e Inside No. 9. Nel 2022 si è unito al cast della seconda stagione di Tenebre e ossa e ha fatto il suo esordio cinematografico ne Il flauto magico.
Nel 2023 ha recitato sulle scene londinesi nella prima britannica del musical Next to Normal in scena alla Donmar Warehouse, ottenendo una candidatura al Laurence Olivier Award al miglior attore non protagonista in un musical.

### Vita privata
Wolfe è dichiaratamente gay.

## Filmografia

### Cinema
- Il flauto magico (The Magic Flute), regia di Florian Sigl (2022)

### Televisione
- Haven – serie TV, 1 episodio (2013)
- Hetty Feather – serie TV, 5 episodi (2018)
- Padre Brown (Father Brown) – serie TV, 1 episodio (2019)
- The Witcher – serie TV, 1 episodio (2019)
- Inside No. 9 – serie TV, 2 episodi (2021-2024)
- Tenebre e ossa (Shadow and Bone) – serie TV, 8 episodi (2023)
- Great Performances – serie TV, 1 episodio (2025)

## Doppiatori italiani
Nelle versioni in italiano delle opere in cui ha recitato, Jack Wolfe è stato doppiato da:
- Alex Polidori in Tenebre e ossa